# De gevangenneming van Christus (Caravaggio)
De gevangenneming van Christus (Italiaans: Presa di Cristo nell'orto of Cattura di Cristo) is een schilderij van Caravaggio. In de vroege jaren 90 van de twintigste eeuw ontdekte Sergio Benedetti het in een Jezuïetencollege in Dublin. Sindsdien heeft de National Gallery of Ireland in die stad het in permanente bruikleen.

## Voorstelling
Het schilderij toont het moment waarop Judas Jezus verraadt en drie soldaten Christus arresteren. Deze Bijbelscène speelt zich af in de hof van Getsemane, maar de achtergrond is zo donker dat de omgeving voor de toeschouwer verborgen blijft. Jezus accepteert zijn lot berustend, met neergeslagen ogen en zijn handen gevouwen als teken van geloof. De derde soldaat gaat grotendeels schuil achter een man die met een lantaarn de scène verlicht, waarschijnlijk een zelfportret van de artiest. Aan de linkerkant vlucht Johannes schreeuwend en met uitgespreide armen, terwijl een van de soldaten zijn mantel grijpt. De hoofden van Jezus en de apostel lopen haast naadloos in elkaar over. De compositie valt op door de centrale positie die de geharnaste arm van de linker soldaat inneemt. Caravaggio ontleende deze compositie aan een houtsnede van Dürer uit 1509.
Kunsthistorici kennen aan sommige details van het schilderij diepere betekenis toe. Zo zou de glanzende arm in het midden kunnen dienen als spiegel, een uitnodiging tot zelfreflectie en gewetensonderzoek. Dergelijke vergelijking werden in Caravaggio's tijd door schrijvers en geestelijken vaker gemaakt. Met het contrast tussen de vluchtende Johannes en de schilder met zijn lamp, zou de artiest duidelijk willen maken dat zelfs een zondaar eeuwen na de gebeurtenis Christus beter kan begrijpen dan zijn vriend.

## Herkomst
Ciriaco Mattei, een Romeinse edelman en een van de belangrijkste kunstverzamelaars van zijn tijd, bestelde de De gevangenneming van Christus in 1602 bij Caravaggio. De Mattei hielden het schilderij lang in bezit, pas in 1802 kocht William Hamilton Nisbet, een Britse politicus, het van hen. De ware identiteit van het werk was toen al verloren gegaan, het werd beschouwd als een kopie van het origineel door Gerard van Honthorst, een Utrechtse caravaggist. In de jaren twintig van de twintigste eeuw kocht de Ierse kinderarts Marie Lea-Wilson het schilderij en doneerde het op haar beurt aan de Jezuïeten in Dublin uit dankbaarheid voor hun steun na de moord op haar echtgenoot door het Iers Republikeins Leger op 15 juni 1920.
Pas in de vroege jaren negentig merkte Sergio Benedetti, de toenmalige hoofdconservator van de National Gallery, De gevangenneming van Christus op in de eetzaal van Jezuïeten. Toen het vuil en vernis verwijderd waren, kwam de kwaliteit van het doek duidelijk naar voren. Na uitvoerig onderzoek ontdekten twee studenten van de Universiteit Sapienza Rome in de archieven van de familie Mattei in Recanati het bewijs van de bestelling en betaling van het schilderij.

## Afbeelding

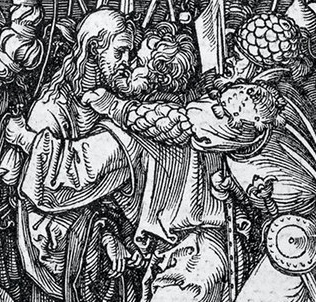
houtsnede van Dürer (detail)